# Меклонг
Меклонг или (Мегхлонг) (на тайски: แม่กลอง) е река в западната част на Тайланд, вливаща се в северната част на Сиамския залив на Южнокитайско море. Дължина – 480 km, площ на водосборния басейн – около 30 000 km². Река Меклонг води началото си на 1094 m н.в., от западните склонове на хребета Танентаунджи, в близост до границата с Мианмар. В горното и средното си течение е типична планинска река с бързеи и прагове, като тече в дълбока и залесена долина между хребетите Танентаунджи на изток и Яй на запад. След изтичането си от водохранилището „Синакхарин“ излиза от планините и тече през югозападната част на Менамската низина. Влива се в северната част на Сиамския залив на Южнокитайско море при град Самут Сакхон, като образува заблатена делта. Основни притоци: леви – Кхакхенг, Топхен; десни – Кхуеной (най-голям приток). Има ясно изразен мусонен характер с лятно пълноводие. Чрез протоци и плавателни канали е съединен на изток с река Менам-Чао Прая. По време на пълноводие е плавателна за плитко газещи речни съдове в долното си течение. През сухия сезон водите ѝ се използват за напояване. Долината ѝ в долното течение е гъсто населена, като най-големите селища са градовете Канчанабури, Рачабури и Самут Сакхон в устието.